# Piranha Bytes
Piranha Bytes — немецкая компания по разработке компьютерных игр, созданная в 1997 году Алексом Брюггеманном, Штефаном Ноулем, Михаэлем «Майком» Хоге и Томом Пуцки.
С декабря 2023 года появлялись сообщения о закрытии компании. По словам бывшего сотрудника, студия была закрыта в июне 2024 года, так как Embracer Group не смогла найти нового владельца для студии. При этом компания не стала делать публичное заявление о своём закрытии.

## История
В 2001 году Piranha Bytes Software выпускает ролевую игру Gothic — первую часть серии, а в 2002 году материнская компания Phenomedia AG объявляется банкротом. Часть сотрудников Piranha Bytes Software выкупает полный пакет прав и организует новую компанию Pluto 13 GmbH с нуля. Pluto 13 регистрирует товарный знак Piranha Bytes, под которым разрабатывает свои следующие продукты.
В 2007 году после выхода Gothic 3 Piranha Bytes и их издатель JoWood разрывают дальнейшее сотрудничество в связи с возникшими разногласиями по продолжению серии. Судя по контракту между ними, у JoWood оказались определённые права на серию и товарный знак Gothic, в том числе право на разработку и издание Gothic 3: Forsaken Gods и Arcania: Gothic 4). После этого Piranha Bytes договаривается о дальнейшем сотрудничестве с издателем Deep Silver (один из брендов Koch Media).
На игровой выставке Games Convention 2007 Piranha Bytes сообщает о разработке новой игры под рабочим названием Project RPB, которая вышла в 2009 году под названием Risen. Вслед за ней вышли продолжения: Risen 2 (27 апреля 2012) и Risen 3: Titan Lords (15 августа 2014 года).
20 января 2013 года умер Алекс Брюггеманн, один из основателей Piranha Bytes и создателей Gothic.
Один из авторов серии Gothic Михаэль Хоге в 2014 году основал вторую студию Piranha Bytes Red, которая работает над новой научно-фантастической игрой Spacetime.
Основная же студия занялась проектом ELEX, ролевой игрой в постапокалиптическом стиле. По сюжету вместе с метеоритом, вызвавшим катастрофу, на Землю попала некая космическая субстанция. С тех пор прошли сотни лет, таинственное вещество изменило флору и фауну планеты, оказав любопытное воздействие и на людей: использующие его становятся сильнее и обзаводятся магическими умениями, но при этом теряют человечность, а чрезмерное злоупотребление и вовсе может привести к нежелательным мутациям. Игра вышла 17 октября 2017 года.
22 мая 2019 года издатель THQ Nordic выкупил студию Piranha Bytes.

### Закрытие
В 2023 году Embracer Group начала проводить мероприятия по сокращению расходов, направленные на снижение накопленного долга, включающие массовые увольнения и закрытие студий. По некоторым данным, THQ Nordic начала искать покупателя на Piranha Bytes в конце того же года. Однако это не увенчалось успехом, и в декабре началось постепенное увольнение всех сотрудников. В июле 2024 года было подтверждено, что студия была закрыта в конце июня в связи с тем, что ей не удалось привлечь к сотрудничеству подходящего партнёра.

## Выпущенные движки
- ZenGin Engine[13] — игровой движок, использующийся в серии игр Gothic — Gothic, Gothic II, Gothic II: Die Nacht des Raben.
- Genome Engine[13] — игровой движок, использующийся в сериях игр Gothic (Gothic 3 и Gothic 3: Forsaken Gods), Risen (Risen, Risen 2: Dark Waters, Risen 3: Titan Lords) и ELEX (ELEX, ELEX II).

## Игры
| Год  | Игра                          | Платформы | Платформы | Платформы | Платформы | Платформы | Платформы | Платформы | Платформы   | Платформы |
| Год  | Игра                          | Windows   | macOS     | PS3       | PS4       | PS5       | X360      | XOne      | XSeries X/S | Switch    |
| ---- | ----------------------------- | --------- | --------- | --------- | --------- | --------- | --------- | --------- | ----------- | --------- |
| 2001 | Gothic                        | Да        | Нет       | Нет       | Нет       | Нет       | Нет       | Нет       | Нет         | Да        |
| 2002 | Gothic II                     | Да        | Нет       | Нет       | Нет       | Нет       | Нет       | Нет       | Нет         | Да        |
| 2003 | Gothic II: Night of the Raven | Да        | Нет       | Нет       | Нет       | Нет       | Нет       | Нет       | Нет         | Да        |
| 2006 | Gothic 3                      | Да        | Нет       | Нет       | Нет       | Нет       | Нет       | Нет       | Нет         | Нет       |
| 2009 | Risen                         | Да        | Нет       | Нет       | Да        | Нет       | Да        | Нет       | Да          | Да        |
| 2012 | Risen 2: Dark Waters          | Да        | Нет       | Да        | Нет       | Нет       | Да        | Нет       | Нет         | Нет       |
| 2014 | Risen 3: Titan Lords          | Да        | Нет       | Да        | Да        | Нет       | Да        | Нет       | Нет         | Нет       |
| 2017 | ELEX                          | Да        | Нет       | Нет       | Да        | Нет       | Нет       | Да        | Нет         | Нет       |
| 2022 | ELEX II                       | Да        | Да        | Нет       | Да        | Да        | Нет       | Да        | Да          | Нет       |